# Dzierzbia
Dzierzbia – wieś w Polsce położona w województwie podlaskim, w powiecie kolneńskim, w gminie Stawiski. Przez miejscowość przepływa Dzierzbia.
| SIMC    | Nazwa     | Rodzaj    |
| ------- | --------- | --------- |
| 0406400 | Rosochacz | część wsi |

Wierni kościoła rzymskokatolickiego należą do parafii św. Wojciecha Biskupa i Męczennika w Porytem.

## Historia

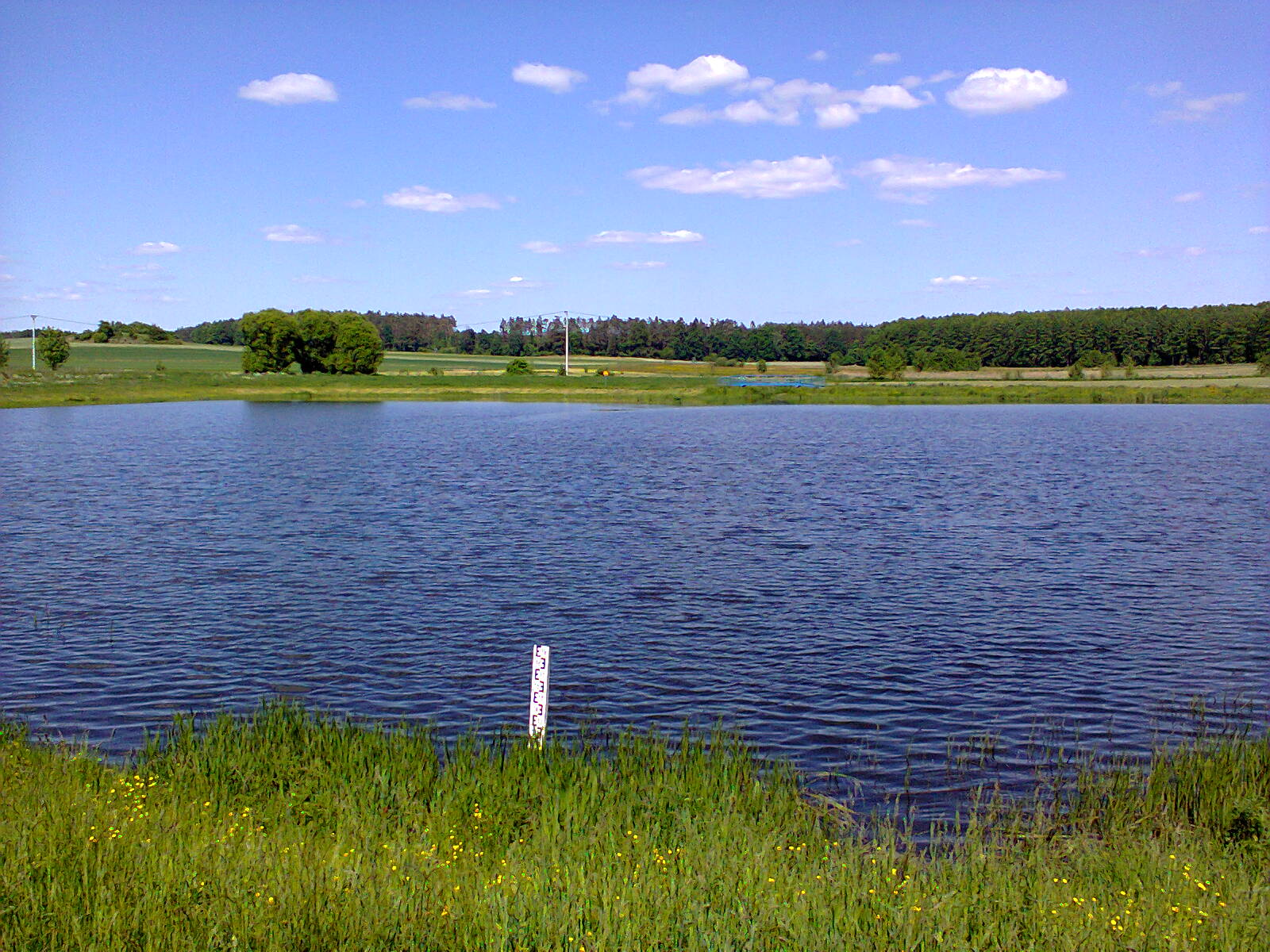
Zalew w Dzierzbi

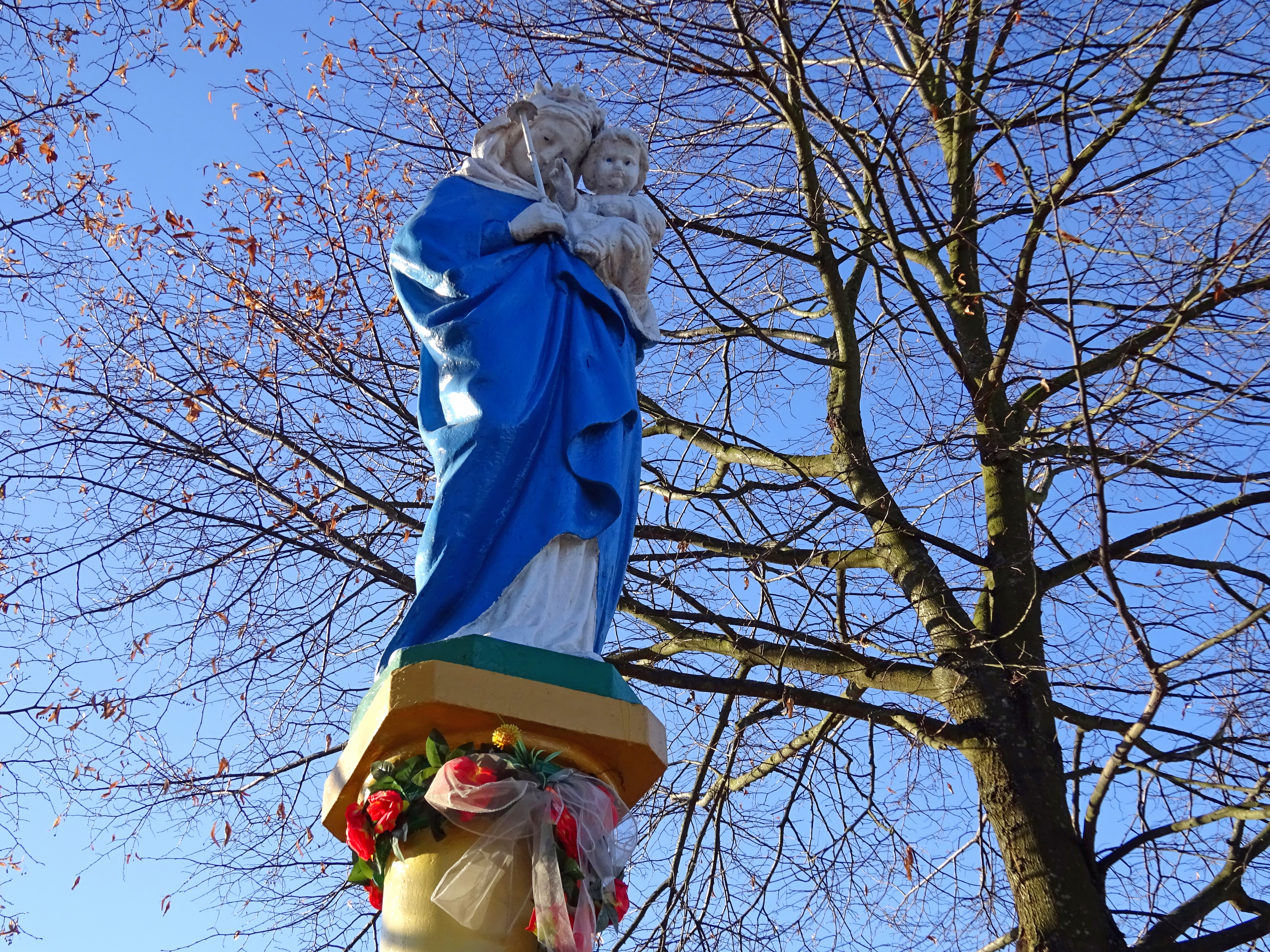
Kapliczka z 1899

W roku 1416 Jan książę mazowiecki nadaje Janowi z Budkowa 20 łanów ziemi nad rzeką Dzierzbią. Była gniazdem rodu Dzierzbickich. W drugiej połowie XVIII wieku wieś i dobra Dzierzbia należały do rodziny Kramkowskich. Dzierzbię zakupił Antoni Szymon Kramkowski, cześnik podlaski około 1750 roku. Na przełomie XVIII i XIX wieku funkcjonowała w Dzierzbi znanej fabryki papieru, którą zarządzał niejaki Karol Koc.
W 1834 architekt Henryk Marconi wybudował dla Emilii z Bykowskich i Antoniego Dunina neoklasycystyczny dwór. Majątek rozwijał się bardzo dobrze. Na rozległe dobra składały się grunty orne, łąki, pastwiska, lasy, ogrody, gorzelnia. Po śmierci Antoniego Dunina, Emilia wyszła ponownie za mąż, za Romana Lasockiego z Wielkopolski. Następnym właścicielem dóbr Dzierzbia został Stanisław Lasocki. Za jego rządów w majątku funkcjonowała gorzelnia, rozlewnia wódek gatunkowych,tartak ze składowiskiem drewna budulcowego oraz stolarnia, wytwarzająca okna i drzwi, cegielnia, młyn. Po Stanisławie, dobra objął jego syn Roman Lasocki. Absolwent Wyższej Szkoły Rolniczej w Warszawie, legionista, uczestnik wojny polsko-bolszewickiej, sekretarz generalny Rady Naczelnej Organizacji Ziemiańskich.
W skład folwarku wchodziła cześć rezydencjonalna z murowanym dworem i parkiem oraz część gospodarcza. Dwór był skanalizowany, z centralnym ogrzewaniem a dzięki własnej elektrowni wodnej również elektryczność.
W latach 1921–1939 wieś leżała w województwie białostockim, w powiecie kolneńskim (od 1932 w powiecie łomżyńskim), w gminie Stawiski.
W Powszechnego Spisu Ludności z 1921 roku miejscowość została podzielona na wieś i folwark. Część opisaną jako wieś zamieszkiwały 422 osoby, 410 było wyznania rzymskokatolickiego, a 12 mojżeszowego. Jednocześnie 410 mieszkańców zadeklarowało polską przynależność narodową a 12 żydowską. Było tu 74 budynków mieszkalnych. Folwark zaś zamieszkiwało 250 osób, 244 było wyznania rzymskokatolickiego, 1 prawosławnego a 5 mojżeszowego. Jednocześnie 244 mieszkańców zadeklarowało polską przynależność narodową, 1 inną a 4 żydowską. Było tu 10 budynków mieszkalnych.
Miejscowość należała do parafii rzymskokatolickiej w m. Poryte. Podlegała pod Sąd Grodzki w Stawiskach i Okręgowy w Łomży; właściwy urząd pocztowy mieścił się w m. Stawiski.
Od 1921 r. uprzemysłowiony majątek ziemski w Dzierzbi prowadził z dużym powodzeniem Roman Lasocki. W czasie II wojny światowej kierował on konspiracyjną organizacją ziemian "Uprawa".
W wyniku napaści ZSRR na Polskę we wrześniu 1939 wieś znalazła się pod okupacją sowiecką. W październiku 1939 roku weszła w skład Zachodniej Białorusi – a 2 listopada została włączona do Białoruskiej SRR. 4 grudnia 1939 włączona do nowo utworzonego obwodu białostockiego. Od czerwca 1941 roku pod okupacją niemiecką. Od 22 lipca 1941 do wyzwolenia w styczniu 1945 włączona w skład Landkreis Lomscha, Bezirk Bialystok III Rzeszy.
We wrześniu 1939 folwark początkowo zajęli Niemcy a wyniku napaści ZSRR na Polskę i paktu Ribbentrop-Mołowtow znalazła się pod okupacją sowiecką. W październiku 1939 roku weszła w skład Zachodniej Białorusi – a 2 listopada została włączona do Białoruskiej SRR. 4 grudnia 1939 włączona do nowo utworzonego obwodu białostockiego.
Sowieci zajęli folwark, niszczyli i wywozili wszystko co stanowiło wartość. Z dworu utworzyli magazyn amunicji. W czerwcu 1941, wycofujące się wojska radzieckie wysadziły dwór i inne zabudowania w powietrze. Od czerwca 1941 majątek znalazł się pod okupacją niemiecką. Od 22 lipca 1941 do wyzwolenia w styczniu 1945 został włączony w skład Landkreis Lomscha, Bezirk Bialystok III Rzeszy.
Po wyzwoleniu majątek (710 hektarów) został rozparcelowany przez polskie władze komunistyczne. 13 lutego 1945 roku około 80 hektarów przypadło państwowemu gospodarstwu rolnemu w Stawiskach.

## Osoby związane z miejscowością
W 1921 urodził się tu Zygmunt Lasocki, profesor chemii.
W 1933 we wsi zamieszkała pisarka Józefa Kisielnicka.

## Zabytki
- Aleja kasztanowo-wiązowa, XIX w., nr rej.: 181 z 27 lipca 1981[17].